# نيلز فان دير بول
نيلز فان دير بول (مواليد 25 أبريل 1996) هو لاعب تزلج سريع سويدي، فاز بالميدالية الذهبية في أولمبياد 2022 الشتوية.

## وصلات خارجية
- نيلز فان دير بول على موقع SpeedSkatingBase.eu (الإنجليزية)
- نيلز فان دير بول على موقع SpeedSkatingNews.info (الإنجليزية)
- نيلز فان دير بول على موقع SpeedSkatingStats.com (الإنجليزية)
- نيلز فان دير بول على موقع اللجنة الأولمبية الدولية (الإنجليزية)
- نيلز فان دير بول على موقع أوليمبيديا (الإنجليزية)
- نيلز فان دير بول على موقع اللجنة الأولمبية السويدية (السويدية)